# Вулкария
Вулкария (на гръцки: Βουλκαρία) е неголямо езеро в Гърция. Намира се в Етолоакарнания в акарнанските планини, по пътя от Воница за Лефкада, и в близост до морския йонийски бряг – срещу остров Лефкада.
Езерото е свързано с морето посредством канал с дължина 1,4 km, носещ името Клеопатра. Макар и сладководно, посредством канала в него нахлува морска солена вода. Използва се основно за напояване.
Споменато още от Страбон със старогръцкото си име Мартонтион. На бреговете му се издигали древните градове Анакторио и Палерос. Вероятно съвременното му име е със старобългарска етимология.
В езерото се развъждат видри, като е разположено по миграционния път на птиците и е защитено от Рамсарската конвенция.
|  | Тази страница частично или изцяло представлява превод на страницата Βουλκαρία в Уикипедия на гръцки. Оригиналният текст, както и този превод, са защитени от Лиценза „Криейтив Комънс – Признание – Споделяне на споделеното“, а за съдържание, създадено преди юни 2009 година – от Лиценза за свободна документация на ГНУ. Прегледайте историята на редакциите на оригиналната страница, както и на преводната страница, за да видите списъка на съавторите. ВАЖНО: Този шаблон се отнася единствено до авторските права върху съдържанието на статията. Добавянето му не отменя изискването да се посочват конкретни източници на твърденията, които да бъдат благонадеждни. |